# دوغلاس م. ستون
دوغلاس م. ستون (بالإنجليزية: Douglas M. Stone)‏ لواء متقاعد من القوات البحرية الأمريكية الاحتياطية. تنازل مؤخرا عن منصب نائب القائد العام لعمليات المحتجزين والقوات متعددة الجنسيات في العراق وقائد فرقة العمل 134 التي تتولى قيادة جميع عمليات الاعتقال في معتقل كروبر وسجن بوكا ومعسكر أشرف. تم ترشيحه لرتبة فريق وكان رئيسا للقوات البحرية الاحتياطية والقوات البحرية الشمالية.
في الآونة الأخيرة كان ستون يرأس مرافق الاحتجاز في العراق حيث اعترف بإصلاحاته على نطاق واسع. غير ستون هيكل الاحتجاز لتعجيل الإفراج عن الأسرى الذين لم يكونوا أعداء أو الذين كانت صلاتهم بالمسلحين تستند إلى المال وليس إلى الإيديولوجية. غير ستون كيفية معاملة المحتجزين في الاحتجاز والسماح لهم بزيارات من أسرهم والتدريب على المهارات المهمة في مجال العمل.
في أبريل 2009 دعا الفريق الأول ديفيد بتريوس ستون لتطبيق تجربته الناجحة في العراق لدراسة سياسة الولايات المتحدة الأمريكية بشأن احتجاز الأسرى المقبوض عليهم في أفغانستان. انتهى تقريره المؤلف من سبعمائة صفحة في أغسطس 2009 وأطلع ستون كبار المسؤولين على ذلك: وزيرة الخارجية هيلاري كلينتون وريتشارد هولبروك (المبعوث الخاص للرئيس باراك أوباما للمنطقة) والفريق الأول ستانلي مكريستال قائد القوات الأمريكية في أفغانستان. تفيد الإذاعة الوطنية العامة أنه على الرغم من أن تقريره لم يعلن بعد أن المسؤولين العموميين الذين أطلعهم عليه يقول أنه يوصي بإطلاق سراح معظم الأسرى الأفغان الذين لم يكن كثير منهم من المسلحين إلا أن الأفراد اقتربوا من عمليات الاحتيال العشوائية. أفيد أيضا بأنه أوصى بأن يتلقى هؤلاء المحتجزون في الولايات المتحدة نفس النوع من إعادة تأهيل الأسرى الذين أشرف على احتجازهم في العراق.
وفقا لإذاعة أوروبا الحرة فإن مدير منظمة العفو الدولية في آسيا والمحيط الهادي سام ضياء ظريفي أعاد صياغة تقرير ستون عن احتجاز الولايات المتحدة في أفغانستان: «أشار إلى أن عدم وجود هيكل قانوني لباجرام يعني أنه يقوض سيادة القانون في أفغانستان وتسببت في الكثير من الاستياء بين الأفغان».
قبل إعادة تفعيله لعملية حرية العراق تم تفعيل خدمة ستون مرة واحدة في السابق. تم تفعيله وخدم مع الكتيبة الثانية في الفوج البحري الثالث والعشرين لدعم عملية درع الصحراء وعملية عاصفة الصحراء. أرسلت الكتيبة كجزء من نشرها إلى أوكيناوا في اليابان لدعم عمليات الإغاثة الإنسانية في غرب المحيط الهادي. في الفترة من مايو 2003 إلى أغسطس 2004 شغل منصب ممثل الدفاع الأمريكي (وموظف اتصال القيادة المركزية الأمريكية) في إسلام أباد بباكستان.